# 汤米·伯恩斯
托马斯·P·伯恩斯（英語：Thomas P. Byrnes，1923年2月19日—1981年1月9日），美国NBA联盟前职业篮球运动员。